# Brestovčina
Brestovčina je naselje v občini Gradiška, Bosna in Hercegovina. 

## Deli naselja
Brestovčina.

## Prebivalstvo
| Pregled števila prebivalcev po letih | Pregled števila prebivalcev po letih | Pregled števila prebivalcev po letih | Pregled števila prebivalcev po letih | Pregled števila prebivalcev po letih | Pregled števila prebivalcev po letih |
| ------------------------------------ | ------------------------------------ | ------------------------------------ | ------------------------------------ | ------------------------------------ | ------------------------------------ |
| 1948                                 | 1953                                 | 1961                                 | 1971                                 | 1981                                 | 1991                                 |
| -                                    | -                                    | -                                    | 301                                  | 373                                  | 360                                  |

| Narodna sestava prebivalstva po letih                                                                                         | Narodna sestava prebivalstva po letih                                                                                           | Narodna sestava prebivalstva po letih                                                                                         |
| --- | --- | --- |
| 1971 | 1981 | 1991 |
| . skupaj: 301 Srbi 217 (72,09 %) Hrvati 65 (21,59 %) Muslimani 5 (1,66 %) Jugoslovani 0 (0,00 %) drugi in neznano 14 (4,65 %) | . skupaj: 373 Srbi 257 (68,90 %) Hrvati 46 (12,33 %) Muslimani 8 (2,14 %) Jugoslovani 48 (12,86 %) drugi in neznano 14 (3,75 %) | . skupaj: 360 Srbi 275 (76,38 %) Hrvati 45 (12,50 %) Muslimani 4 (1,11 %) Jugoslovani 30 (8,33 %) drugi in neznano 6 (1,66 %) |